# Henri Busson
Henri Busson (* 1886; † Februar 1971 in Bordeaux) war ein französischer Romanist und Literaturhistoriker.

## Leben
Busson war Priester und lehrte am Seminar von Châteaugiron. Er habilitierte sich 1920 mit den Thèses Les Sources et le Développement du rationalisme dans la littérature française de la Renaissance 1533-1601 (Paris 1922; u. d. T. Le Rationalisme dans la littérature française de la Renaissance 1533-1601, Paris 1957, 1971) und Dans l'orbe de la Pléiade. Charles d'Espinay, évêque de Dol, poète 1531 ?-1590 (Paris 1923, Genf 1978) und wurde Professor an der Universität Algier.

## Schriften
- Les sources et le développement du rationalisme dans la littérature française de la Renaissance (1533–1601). Paris 1922.
- (Hrsg. und Übersetzer) Pietro Pomponazzi: Les Causes des merveilles de la nature ou Les enchantements. Paris 1930.
- La pensée religieuse française de Charron à Pascal. Paris 1933.
- (Hrsg. mit Ferdinand Gohin) La Fontaine: Discours à Madame de La Sablière sur l'âme des animaux. Commentaire littéraire et philosophique. Paris 1938; Genf / Lille 1950, 1967.
- Le rationalisme dans la littérature française de la Renaissance 1533–1601. 2. Auflage. Paris 1971.
- La Religion des classiques 1660-1685. Paris 1948; Brionne 1982.
- Littérature et théologie. Montaigne. Bossuet. La Fontaine. Prévost. Paris 1962.
- Les Eglises contre Rabelais. Genf 1967.